# C.F. Estrela da Amadora (1932.)
Clube de Futebol Estrela da Amadora, odnosno skraćeno "Estrela da Amadora" ili "Amadora"  bivši je portugalski nogometni klub iz grada Amadore, sjeverozapadno od Lisabona. 

## Klupski uspjesi
- portugalski kup: 1989./90.

Iduće sezone u Kupu pobjednika kupova su došli do 2. kola.
U portugalskom prvenstvu, najveći im je uspjeh bio 7. mjesto u sezoni 1997./98.

## Vanjske poveznice
- Službene klupske stranice